# 고자이촌
고자이촌(小佐井村)은 오이타현 기타아마베군에 있던 촌이다. 현재의 오이타시의 일부에 해당한다. 